# アフターショック (映画)
『アフターショック』（Aftershock）は、2012年にアメリカ合衆国で制作されたスリラーパニック映画。日本では「“シッチェス映画祭”ファンタスティック・セレクション2013」の中の一作として2013年10月26日から限定公開された。タイトルは「余震」や「余波」を意味する。

## ストーリー
南米チリのサンチャゴに旅行に来たアメリカ人のグリンゴは、地元ガイドのアリエルとポヨと共にチリ旅行を満喫していた。ポヨの計らいで地下のナイトクラブに繰り出した彼らは、そこで三人の美女と意気投合する。美女との夢のような時間を楽しむ彼らだったが、その幸せは突如終わりを告げる。
突然チリを巨大地震が襲ったのだ。ナイトクラブ内は瓦礫の下敷きになる者で溢れ、阿鼻叫喚の事態となってしまう。なんとか脱出した彼らだったが、そこで目に映ったのは、この世のものとは思えない恐ろしい光景だった。街は死体と瓦礫で溢れ、しかも地震により付近にあった刑務所の壁が崩壊し、凶悪犯が略奪を行っていたのだ。なんとか生き延びるために必死に行動する彼らだったが、極限の状態の中で、次第に常軌を逸してしまう。

## キャスト
| 役名     | 俳優                     | 日本語吹替   |
| -------- | ------------------------ | ------------ |
| グリンゴ | イーライ・ロス           | 佐久田脩     |
| モニカ   | アンドレア・オズヴァルト | 松浦裕美子   |
| アリエル | アリエル・レビ           | 増元拓也     |
| イリーナ | ナターシャ・ヤロヴェンコ | 永田亮子     |
| ポヨ     | ニコラス・マルティネス   | ふくまつ進紗 |
| カイリー | ロレンツァ・イッツォ     | 田中晶子     |